# Roodbuikboomtimalia
De roodbuikboomtimalia (Dumetia hyperythra) is een zangvogel uit de familie timalia's (Timaliidae) die voorkomt in op het Indische Subcontinent.

## Kenmerken
De roodbuikboomtimalia is een kleine soort timalia van 13 cm lengte, inclusief de lange staart. Van boven is de vogel donkerbruin en van onder licht roodbruin, bijna oranje. De kruin is roodbruin en ze hebben een witte keel. Bij de ondersoort die in het oosten van India voorkomt ontbreekt dit wit.

## Verspreiding en leefgebied
De roodbuikboomtimalia is een standvogel in India, Sri-Lanka en het zuidwesten van Nepal. Het leefgebied bestaat uit struikgewas en gebieden met lang gras, waar de vogel foerageert op insecten en nectar. Er zijn drie ondersoorten:
- D. h. hyperythra: van zuidelijk Nepal tot centraal en oostelijk India.
- D. h. albogularis: westelijk  en zuidelijk India.
- D. h. phillipsi: Sri Lanka.

## Status
De roodbuikboomtimalia heeft een enorm groot verspreidingsgebied en daardoor alleen al is de kans op de status  kwetsbaar (voor uitsterven) uiterst gering. De grootte van de populatie is niet gekwantificeerd maar gaat in aantal achteruit, hoewel de vogel plaatselijk algemeen is. Het tempo van achteruitgang ligt onder de 30% in tien jaar (minder dan 3,5% per jaar). Om deze redenen staat deze boomtimalia als niet bedreigd op de Rode Lijst van de IUCN.

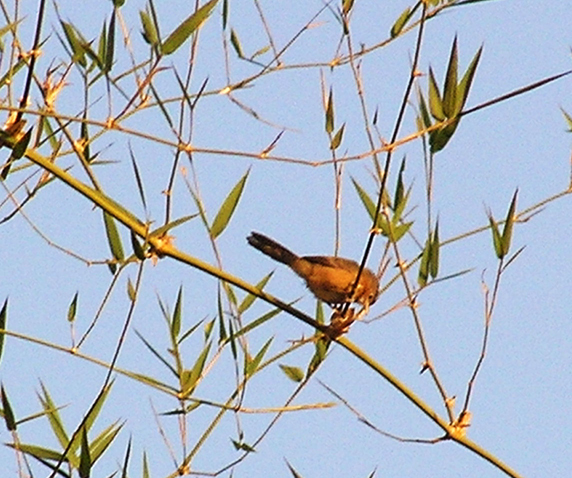
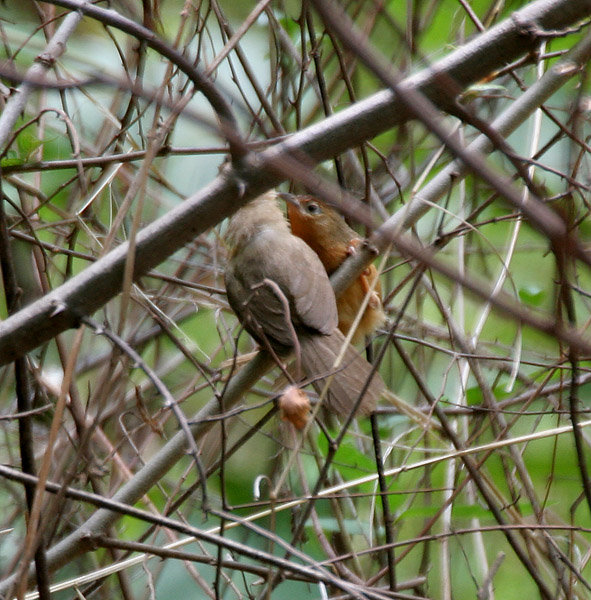
Paar
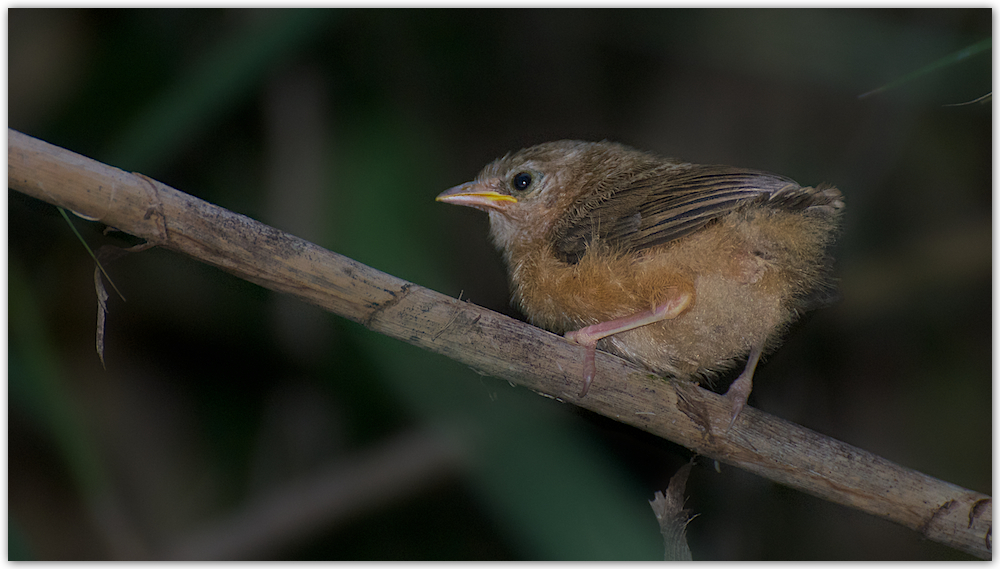
Onvolwassen vogel